# Château de Löfstad
Le château de Löfstad (Löfstad slott en suédois) est un château suédois situé dans la commune de Norrköping — à neuf kilomètres au sud-ouest de la ville — dans la province historique d’Ostrogothie (Östergötland). Il est situé non loin de la route européenne 4, direction Linköping.

## Histoire
La première construction remonte au XVe siècle, mais le bâtiment actuel a été édifié vers 1637 par le militaire et politicien suédois Axel Lillie (sv) (1603 † 1662). Il est modernisé entre 1670 et 1680, mais ne prend son apparence actuelle qu’après un incendie, au milieu du XVIIIe siècle. Il passe à la famille de Fersen, puis à la famille Piper.
Dans les années 1800, la comtesse Sophie Piper — sœur du comte Hans Axel de Fersen — crée le parc à l’anglaise. L’intérieur n’a pas été modifié depuis 1926, année de la mort de la dernière propriétaire, la comtesse Emilie Piper. Le château de Löfstad est à présent un musée ouvert au public avec des visites guidées ; un café et un restaurant ont ouvert dans le château.

## Architecture
Le château se compose d'un corps de logis central à trois étages et deux longues ailes, se terminant sur des tours. Il est listé dans l’Héritage culturel suédois.

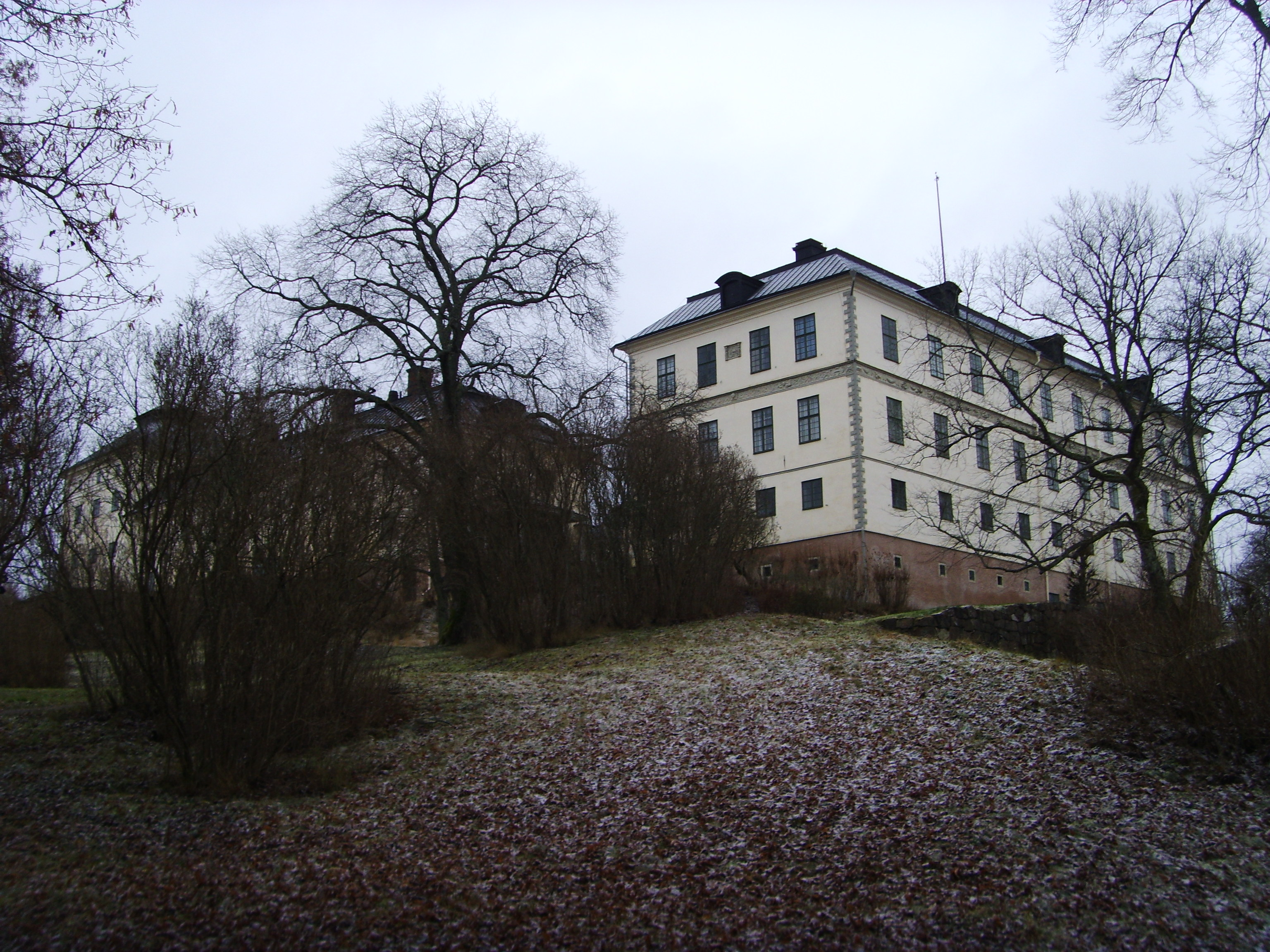
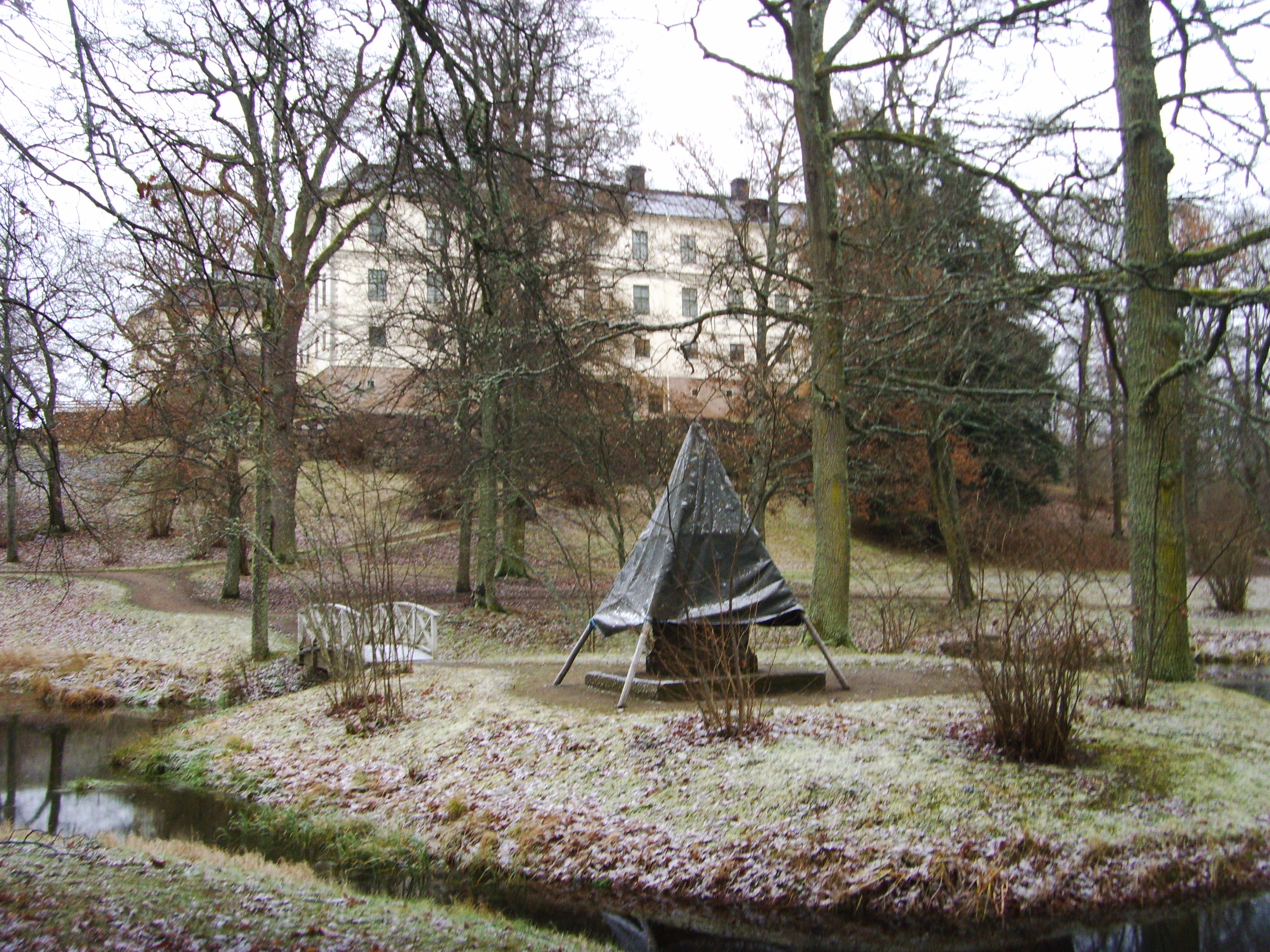
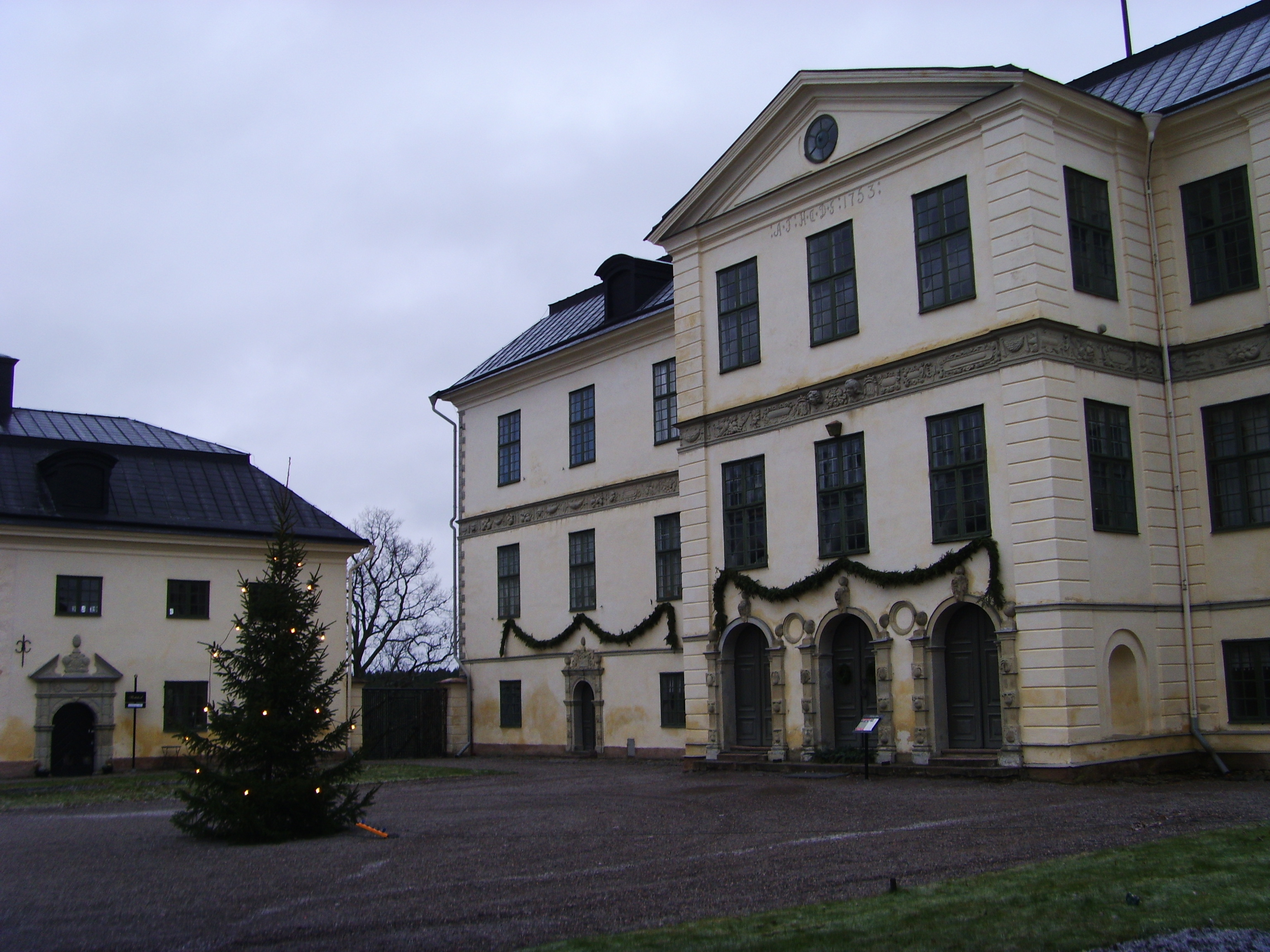

## Lieu de tournage
En 2019, une équipe de l'émission Secrets d'Histoire a tourné plusieurs séquences au château dans le cadre d'un numéro consacré aux favoris de Marie-Antoinette d'Autriche, dont Axel de Fersen, intitulé  Les favoris de Marie-Antoinette et diffusé le 13 janvier 2020 sur France 3.